# Número pseudoprimo
Um pseudoprimo é um número primo provável (um inteiro que partilha propriedades com os números primos) que não é verdadeiramente primo. Pseudoprimos são classificados conforme a propriedade dos primos que satisfazem.
Pseudoprimos têm importância primária na criptografia de chave pública, em algoritmos que utilizam números primos grandes em seu funcionamento, e, em geral, se baseiam no grande custo computacional de fatorar inteiros. Muitas vezes encontrar números primos grandes deterministicamente também é um problema de custo computacional elevado, e, portanto, podem ser usados testes de primalidade probabilísticos, que em raros casos dão falsos positivos, identificando números compostos como primos. Tais números são classificados como pseudoprimos em relação a este teste.

## Pseudoprimo de Fermat
O pequeno teorema de Fermat afirma que se p é primo e a é coprimo com p, então {\displaystyle a^{p-1}-1} é divisível por p. Um inteiro composto n tal que n divide {\displaystyle a^{n-1}-1} é chamado pseudoprimo de Fermat na base a. Segue do fato de que n é pseudoprimo na base a que n e a são coprimos. Um inteiro n pseudoprimo de Fermat na base a para todo a coprimo com n é chamado número de Carmichael.